# Turold

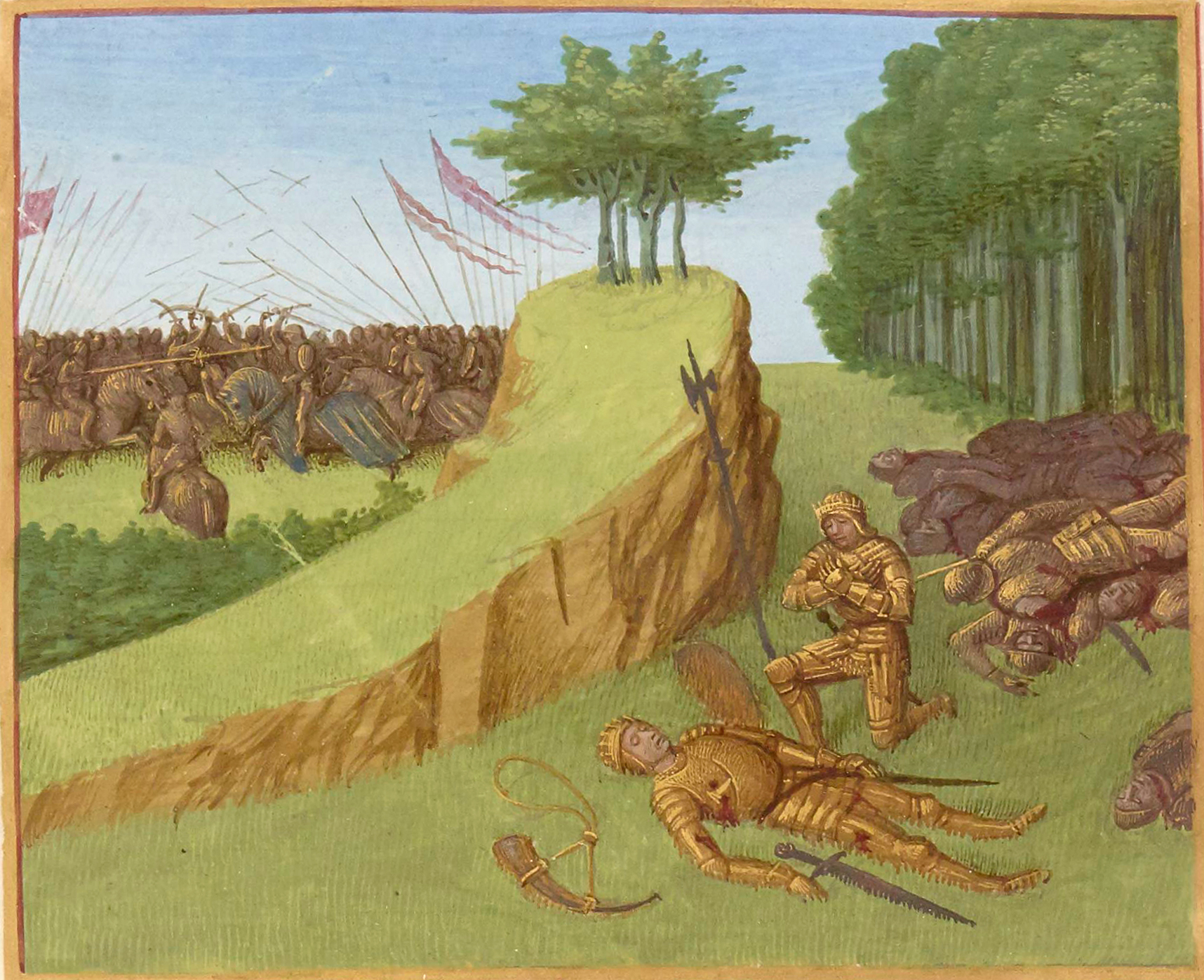
La Mort de Roland à la Bataille de Roncevaux, par Jean Fouquet.

Turold est l'auteur supposé de la Chanson de Roland et le nom d'un personnage nain qui apparaît sur la tapisserie de Bayeux.

## Biographie
Le nom Turold figure au dernier vers de la plus ancienne rédaction de la Chanson de Roland (version en anglo-normand figurant dans le manuscrit d’Oxford, copié vers 1090) : « Ci falt la geste que Turoldus declinet ». Cette phrase est susceptible de multiples interprétations. Signifie-t-elle que Turold est l'auteur du poème ? Est-il seulement celui de la rédaction d’Oxford ou d’une de celles qui l’ont précédée ? Serait-ce simplement le copiste du manuscrit ? N’est-il qu’un récitant ? L'imprécision de la phrase considérée dans son ensemble rend la réponse à peu près impossible, car tous les mots en sont ambigus. Geste pourrait désigner le poème lui-même, et dans ce cas Turold en serait bien l'auteur,  mais le terme se concilierait difficilement avec declinet, qui ne peut guère s’appliquer qu’à un jongleur, geste peut également désigner la source de la Chanson de Roland : une des chroniques mentionnées dans la Chanson. Par ailleurs le sens du verbe décliner (latinisme au présent) pose un problème, les traducteurs hésitant entre « composer », « réciter », « parvenir à la fin », « traduire, mettre en vers », « faire connaître, achever » (sens relatif à la declinatio), « déclamer », « transcrire ». Richard T. Holbrook (1870-1934) écrit en 1923 dans une étude que le sens de cette phrase était : « ici finit la geste, car Turoldus est à son déclin », signifiant que l'auteur ou le remanieur était trop âgé pour achever son texte,.
L’anthroponyme Turold suggère une origine normande. En effet l'emploi de ce nom est limité à la Normandie et l'on en trouve de nombreuses occurrences dans les chartes, pouillés et cartulaires de cette province. Il y apparaît généralement sous la forme latinisée Turoldus, tout comme dans la Chanson. Ce nom, qui va sortir de l'usage en tant que prénom, se perpétuera en revanche comme patronyme à partir de la fin du XIIe siècle sous les formes encore attestées aujourd'hui (Théroulde, Théroude, Touroude, Troude et Throude),. Il est issu d’un plus ancien Torold, variante probablement anglo-scandinave de l'anthroponyme norrois Þórvaldr (variante Þóraldr).
Malgré la fréquence de ce nom, le Turold de la chanson et le personnage qui apparaît sur la Tapisserie de Bayeux sont peut-être une seule et même personne. Il a été question de savoir si sur la Tapisserie, Turold est le messager qui parle à Guy de Ponthieu, ou le jongleur en arrière-plan qui tient la bride de deux chevaux. Cette dernière hypothèse emporte l'adhésion des spécialistes du sujet.
Sa présence sur la tapisserie indique probablement un lien étroit avec le diocèse de Bayeux et son évêque Odon de Bayeux. Son nom figure également dans le Domesday Book comme tenant d'Odon de Bayeux dans le Kent.
Plusieurs tentatives ont été faites pour identifier ce personnage, mais il ne peut y avoir aucune certitude. Parmi les personnes considérées, on cite Turold, abbé de Peterborough († 1098) et Turold d'Envermeu, évêque de Bayeux de 1097 à 1104.

## Éditions
Gérard Moignet, La Chanson de Roland : texte établi d’après le manuscrit d’Oxford, Paris, Bordas, 1969, 276 p.

### Sources et bibliographie
- (en) Tony Hunt, « Thorold  (fl. c.1100) », dans Oxford dictionary of national biography, Oxford, Oxford University Press, 2004. consulté en novembre 2008. Thorold (c.1100): doi:10.1093/ref:odnb/27891.
- P. Aebischer, Préhistoire et protohistoire du ‘Roland’ d'Oxford, 1972, p. 203–234.
- P. E. Bennett, « Encore Turold dans la Tapisserie de Bayeux », dans Annales de Normandie, vol. 30 (1980), p. 3–13.
- Gervais de La Rue, Essais historiques sur les bardes, les jongleurs et les trouvères normands et anglo-normands, Caen, Mancel, 1834.
- (en) TW. A. Nitze, « Turoldus, author of the Roland? », Modern Language Notes, vol. 69, no 2 (février 1954), p. 88-92.
- M. de Riquer, Les chansons de geste françaises, 1957, p. 105–116.